# Hasan Seyidbeyli
Hasan Seyidbeyli (en azerí: Həsən Seyidbeyli) fue director de cine, guionista, director de fotografía y escritor de Azerbaiyán, Artista del Pueblo de la RSS de Azerbaiyán.

## Biografía
Hasan Seyidbeyli nació el 22 de diciembre de 1920 en Bakú. En 1943-1951 estudió en la Universidad Panrusa Guerásimov de Cinematografía en la clase de Serguéi Eisenstein y Grigori Kózintsev. En 1955  fue elegido como miembro del Partido Comunista de la Unión Soviética. En 1963-1975 fue secretario, en 1975-1980 presidente de la Unión de Cineastas de Azerbaiyán. Se le concedió el título de Artista del pueblo de la RSS de Azerbaiyán en 1976.
Hasan Seyidbeyli murió el 25 de junio de 1980 en Bakú.

## Filmografía
- 1957 – “Bajo el cielo caliente”
- 1958 – “En las orillas lejanas”
- 1962 – “Telefonista”
- 1963 – “La isla de maravillas”
- 1966 – “La chica morena”
- 1969 – “Nuestro profesor Cabish”
- 1972 – “Azerbaiyán soviético”
- 1973 – “Nasimi”
- 1974 – “Las páginas de la vida”
- 1976 – “Valor de la felicidad”

## Premios y títulos
- Artista de Honor de la RSS de Azerbaiyán
- Orden de la Insignia de Honor (1959)
- Orden de la Bandera Roja del Trabajo (1970)
- Artista del Pueblo de la RSS de Azerbaiyán (1976)